# Zoé Samudzi
Zoé Samudzi é uma escritora e ativista zimbabuense-americana, conhecida por seu livro As Black as Resistance. Samudzi escreveu para as revistas The New Inquiry, The Daily Beast e Vice. Samudzi foi um 'Public Imagination Fellow' em 2017 no Yerba Buena Center for the Arts.

## Escrita e carreira
Em 2018, Samudzi e William Anderson publicaram seu livro, As Black as Resistance, que clamava por um novo tipo de política para os negros americanos. Seu trabalho com Anderson sobre o antifascismo negro observa que "as formações radicais negras são, elas mesmas, fundamentalmente antifascistas, apesar de funcionarem fora dos espaços antifascistas 'convencionais'.". Ela faz uma crítica ao antifascismo branco afirmando que ele falha em explicar o fato de que "o fascismo americano é uma evolução das formas carcerárias do Estado que foram fundadas no genocídio das comunidades indígenas pelos colonos e na escravidão dos negros". Até que os anti-fascistas brancos façam mais do que repetir slogans Black Lives Matter e "assimilar completamente os pensadores não-brancos no corpo de conhecimento em que contamos para combater o fascismo", eles não serão capazes de lidar propriamente com a complexidade do movimento antifascista dos EUA.
Samudzi é uma feminista interseccional, defendendo que 'mulher' não é uma categoria abrangente que por si só define todas as nossas relações com o poder”. Samudzi descreveu a pandemia COVID-19 como uma “pandemia do movimento ocidental”. Ela investigou as razões pelas quais a doença do coronavírus afetou desproporcionalmente a comunidade negra, e escreveu sobre o legado do apartheid visível na resposta atual do COVID da Namíbia.
No Juneteenth de 2020 a frase de Samudzi, “Não estamos prontos para lutar porque amamos lutar. Estamos prontos para lutar porque vale a pena lutar”, foi eleito pelo Bustle como uma das melhores citações para se inspirar na luta por justiça racial.

## Arte e trabalhos criativos
Em 2018, Samudizi fez a curadoria de uma mostra de arte na galeria Ashara Ekundayo em Oakland, Califórnia, que é dedicada a artistas negras. Ela fazia parte de um coletivo de filmes de Oakland com cinco membros chamado The Black Aesthetic, dedicado a destacar "a multidimensionalidade da negritude em filmes pouco apreciados ou obras de cineastas emergentes, que apresentaram exibições e palestras por três temporadas". Samudzi desempenhava frequentemente o papel de acadêmico visitante, conduzindo discussões sobre filmes após as exibições. O East Bay Express descreveu Samudzi como a" Melhor Voz para um Novo Futuro Radical. "

## Infância e educação
Os pais de Samudzi são do Zimbábue e cresceram na África colonial britânica. Ela frequentou a Northwest Missouri State University (então Missouri Academy of Sciences), onde participou do Modelo das Nações Unidas . Ela era estudante de graduação na Universidade de Pittsburgh, onde estudou ciências políticas e estudos africanos. Enquanto estava na Universidade de Pittsburgh, Samudzi participou de um comício em resposta ao assassinato de Trayvon Martin, onde pediu a responsabilização da polícia e do governo.
Em 2013, Samudzi mudou-se para Londres, onde concluiu um programa de mestrado na London School of Economics . Ela é pesquisadora de doutorado na Universidade da Califórnia, em San Francisco, onde estuda o colonialismo alemão, o genocídio herero e namaqua e o papel da ciência na identidade indígena e negra. Ela estudou as barreiras que as pessoas trans enfrentam para ter acesso à saúde, contextualizando a saúde trans dentro de "sistemas maiores de opressão".

## Publicações selecionadas
- Samudzi, Zoé; Anderson, William C. (5 de junho de 2018). As black as resistance : finding the conditions for liberation. Chico, CA: [s.n.] ISBN 978-1-84935-315-1. OCLC 1037813731
- Samudzi, Zoe; Anderson, William C. (1 de junho de 2017). «The Anarchism of Blackness». Roar Magazine (em inglês) (5): 70–81
- Samudzi, Zoe; Mannell, Jenevieve (2 de janeiro de 2016). «Cisgender male and transgender female sex workers in South Africa: gender variant identities and narratives of exclusion». Culture, Health & Sexuality (em inglês). 18 (1): 1–14. ISSN 1369-1058. PMID 26242843. doi:10.1080/13691058.2015.1062558
- Samudzi, Zoe (4 de julho de 2019). «Afro-Diasporic Feminism and Freedom in Fluidity». In:  Eric-Udorie, June. Can we all be feminists?: seventeen writers on intersectionality, identity and finding the right way forward for feminism. [S.l.: s.n.] ISBN 978-0-349-00988-9. OCLC 1051693928